# Dol-de-Bretagne
Ne doit pas être confondu avec Dole (Jura).
Pour les articles homonymes, voir Dol et Bretagne (homonymie).
Dol-de-Bretagne est une commune française située dans le département d'Ille-et-Vilaine, en région Bretagne.
Ses habitants, qui étaient 5 786 habitants au recensement de 2022, sont appelés les Dolois et Doloises.

## Géographie
Dol-de-Bretagne est situé à mi-distance entre Saint-Malo et Le Mont-Saint-Michel en Bretagne dans le département d'Ille-et-Vilaine, au sud de Cherrueix et du Vivier-sur-Mer, communes en bord de mer. Rennes se trouve à 55 km au sud de Dol-de-Bretagne.
Dol-de-Bretagne est située sur le bord de la falaise, haute d'une vingtaine de mètres, que le flot venait encore battre au Xe siècle avant l'accumulation des dépôts marins qui permirent la construction de la digue du littoral, aujourd'hui tronçon de la route touristique Pontorson-Saint-Malo.

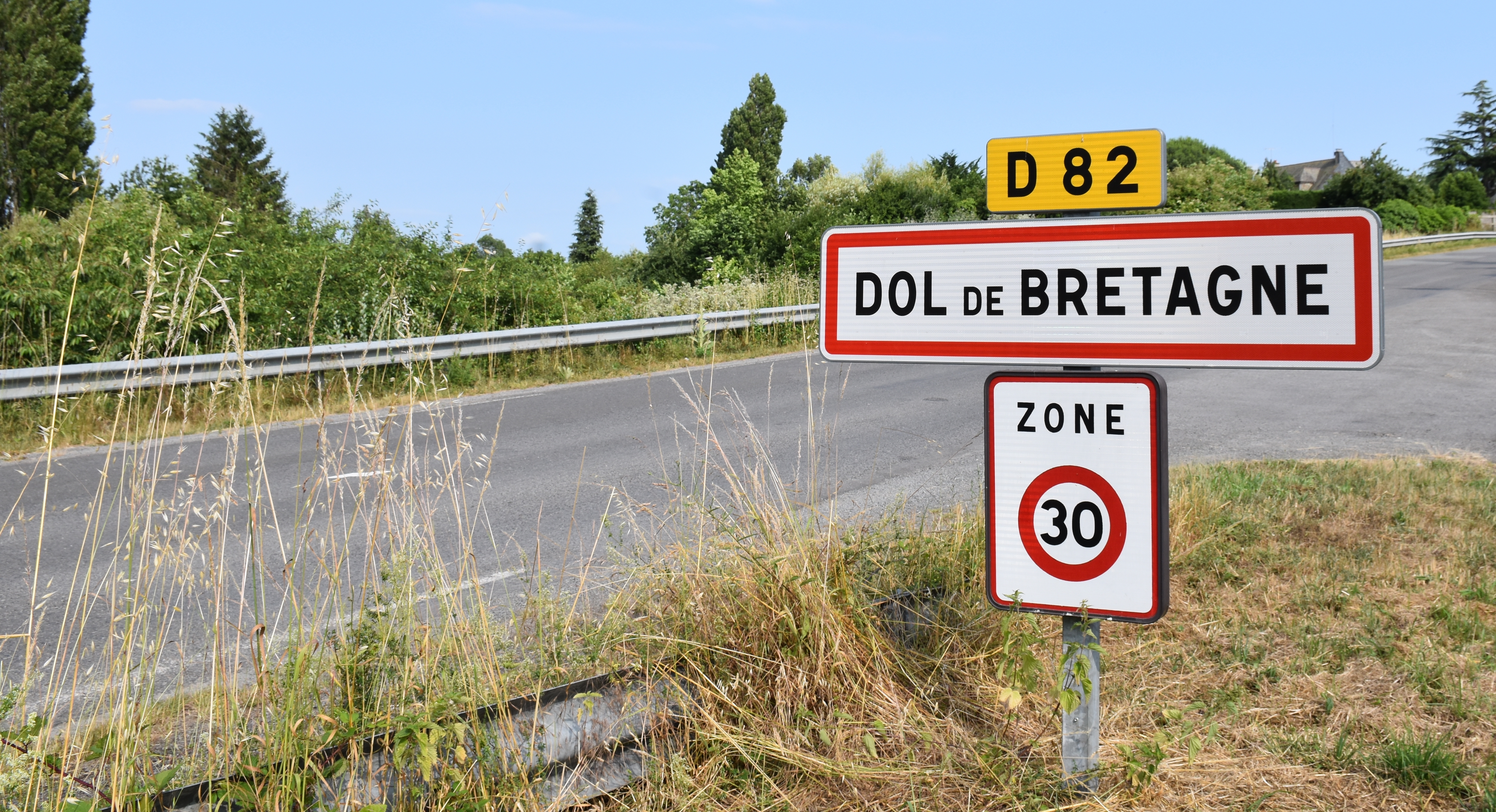
Une entrée de la commune.

|               | Mont-Dol        |              |
| Roz-Landrieux | Dol-de-Bretagne | Baguer-Pican |
|               | Baguer-Morvan   | Épiniac      |

### Hameaux, écarts, lieux-dits
- Faubourg de l'Abbaye-sous-Dol. La paroisse de L'Abbaye a été érigée en commune en 1790 avant d'être absorbée par la commune de Dol aux environs de l'an II.
- Carfantain (ou Carfantin) est une ancienne paroisse rattachée à Dol pendant la Révolution française.

### Voies de communication et transports
Dol-de-Bretagne est desservie par la route nationale 176. La commune est labellisée Village étape depuis 2012.
La ville possède une gare desservie par les TER BreizhGo et par le TGV pour Saint-Malo (15 min), Rennes (30 min) et Paris (2 h 30).

### Hydrographie
Pour un article plus général, voir Réseau hydrographique d'Ille-et-Vilaine.
La commune est située dans le bassin Loire-Bretagne. Elle est drainée par le Guyoult, la Banche, le biez de Cardequin, le canal de la banche et le ruisseau de la Hirlais,le Tertre Bintin,,.
Le Guyoult, d'une longueur de 33 km, prend sa source dans la commune de Cuguen et se jette  dans la Manche en limite du Vivier-sur-Mer et de Mont-Dol, après avoir traversé dix communes.
La Banche, d'une longueur de 23 km, prend sa source dans la commune de Saint-Marcan et se jette  dans le Guyoult à Mont-Dol, après avoir traversé six communes.

### Climat
Pour des articles plus généraux, voir Climat de la Bretagne et Climat d'Ille-et-Vilaine.
En 2010, le climat de la commune est de type climat océanique franc, selon une étude du CNRS s'appuyant sur une série de données couvrant la période 1971-2000. En 2020, Météo-France publie une typologie des climats de la France métropolitaine dans laquelle la commune est exposée à un climat océanique et est dans la région climatique  Bretagne orientale et méridionale, Pays nantais, Vendée, caractérisée par une faible pluviométrie en été et une bonne insolation. Parallèlement l'observatoire de l'environnement en Bretagne publie en 2020 un zonage climatique de la région Bretagne, s'appuyant sur des données de Météo-France de 2009. La commune est, selon ce zonage, dans la zone « Intérieur », exposée à un climat médian, à dominante océanique.
Pour la période 1971-2000, la température annuelle moyenne est de 11,5 °C, avec une amplitude thermique annuelle de 12 °C. Le cumul annuel moyen de précipitations est de 734 mm, avec 12,1 jours de précipitations en janvier et 6,9 jours en juillet. Pour la période 1991-2020, la température moyenne annuelle observée sur la station météorologique la plus proche, située sur la commune de Pontorson à 18 km à vol d'oiseau, est de 11,9 °C et le cumul annuel moyen de précipitations est de 821,3 mm,. Pour l'avenir, les paramètres climatiques de la commune estimés pour 2050 selon différents scénarios d'émission de gaz à effet de serre sont consultables sur un site dédié publié par Météo-France en novembre 2022.

## Urbanisme

### Typologie
Au 1er janvier 2024, Dol-de-Bretagne est catégorisée bourg rural, selon la nouvelle grille communale de densité à sept niveaux définie par l'Insee en 2022.
Elle appartient à l'unité urbaine de Dol-de-Bretagne, une unité urbaine monocommunale constituant une ville isolée,. Par ailleurs la commune fait partie de l'aire d'attraction de Saint-Malo, dont elle est une commune de la couronne,. Cette aire, qui regroupe 35 communes, est catégorisée dans les aires de 50 000 à moins de 200 000 habitants,.

### Occupation des sols
L'occupation des sols de la commune, telle qu'elle ressort de la base de données européenne d'occupation biophysique des sols Corine Land Cover (CLC), est marquée par l'importance des territoires agricoles (69,6 % en 2018), en diminution par rapport à 1990 (76,5 %). La répartition détaillée en 2018 est la suivante : terres arables (49,9 %), zones urbanisées (17,8 %), zones agricoles hétérogènes (13,5 %), prairies (6,3 %), zones industrielles ou commerciales et réseaux de communication (6,1 %), forêts (3,7 %), espaces verts artificialisés, non agricoles (2,7 %). L'évolution de l'occupation des sols de la commune et de ses infrastructures peut être observée sur les différentes représentations cartographiques du territoire : la carte de Cassini (XVIIIe siècle), la carte d'état-major (1820-1866) et les cartes ou photos aériennes de l'IGN pour la période actuelle (1950 à aujourd'hui).

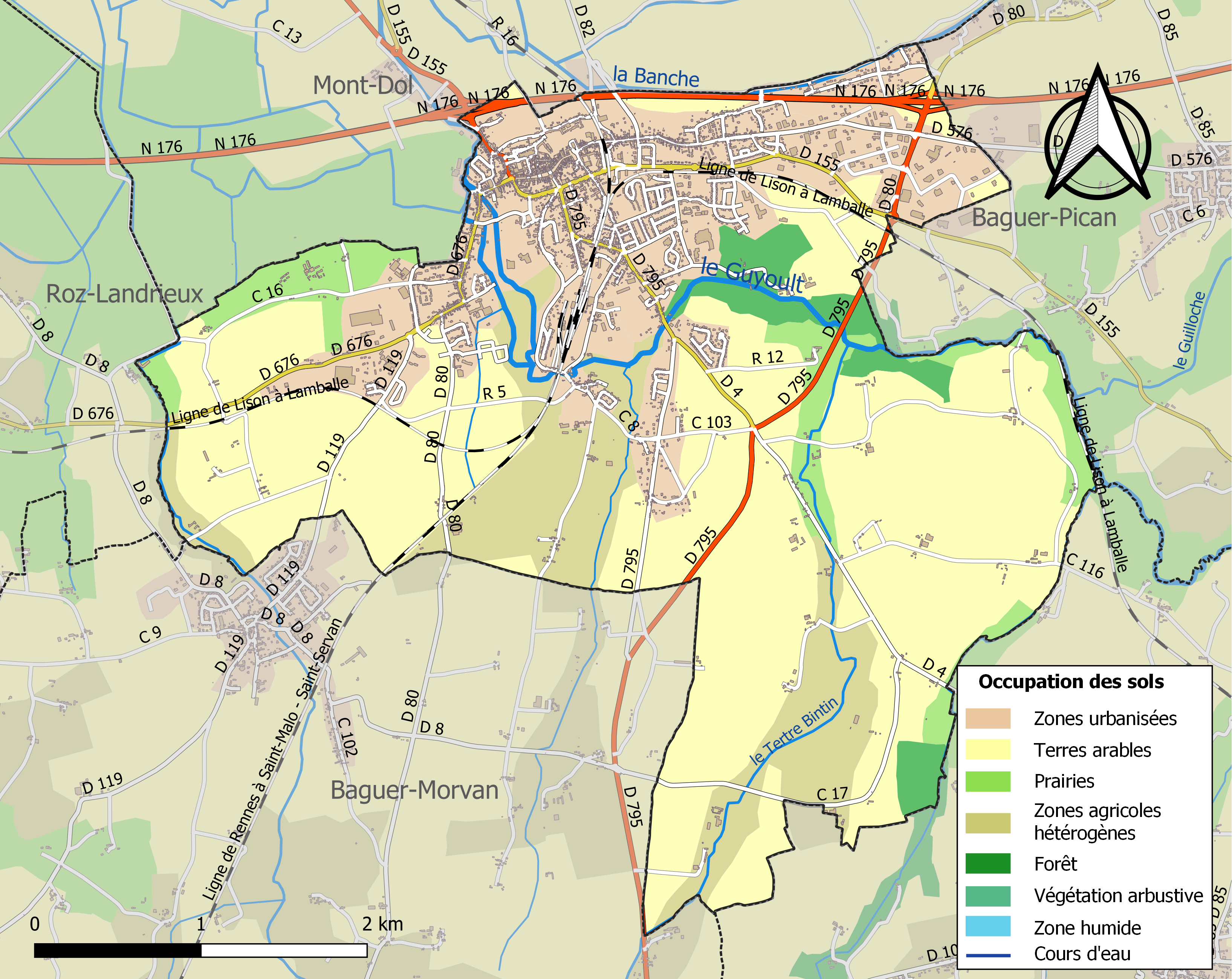
Carte des infrastructures et de l'occupation des sols de la commune en 2018 (CLC).

## Toponymie
Le nom de la localité est attesté sous les formes Dolum au VIIe siècle, Dol sur la tapisserie de Bayeux au Modèle:S-XI, Doli en 1158, Doul au XIIIe siècle.
Dol est un mot gaulois pour indiquer un « méandre », ou du breton Dol « lieu bas, voire inondable et fertile qui peut se situer dans un méandre ». Le noyau primitif de Dol est effectivement situé dans un méandre du Guyoult.
Albert Dauzat rapproche Dol-de-Bretagne de Dole (Jura, Dola) ; Déols (Indre, Dolensis vicus VIe siècle, Dolus [monnaie mérovingienne]) ; Dolus-le-Sec (Indre-et-Loire, Dolos Ve siècle, vic. Dolensis IXe siècle, Dolum 1107, avec ajout d'une terminaison -us, issue d'un suffixe obscur), car les formes anciennes sont identiques.
En 1924, Dol prend le nom de Dol-de-Bretagne. Le terme Dol sans suffixe est toujours utilisé, par exemple dans le TER.
Dou en gallo.

## Histoire

### Préhistoire et Antiquité
La région de Dol-de-Bretagne a été habitée depuis bien longtemps comme en témoigne le menhir de Champ-Dolent (mesurant 9,30 m, c'est un des plus hauts de Bretagne) qui date du Néolithique et se trouve à la sortie de ville en direction de Combourg.
Le territoire de Dol appartenait il y a plus de deux mille ans au peuple gaulois des Redones, puis à celui des Coriosolites.
À l'époque gallo-romaine, il fait partie de la Gaule lyonnaise où l'on trouve aussi le peuple des Diablintes.

### Moyen Âge

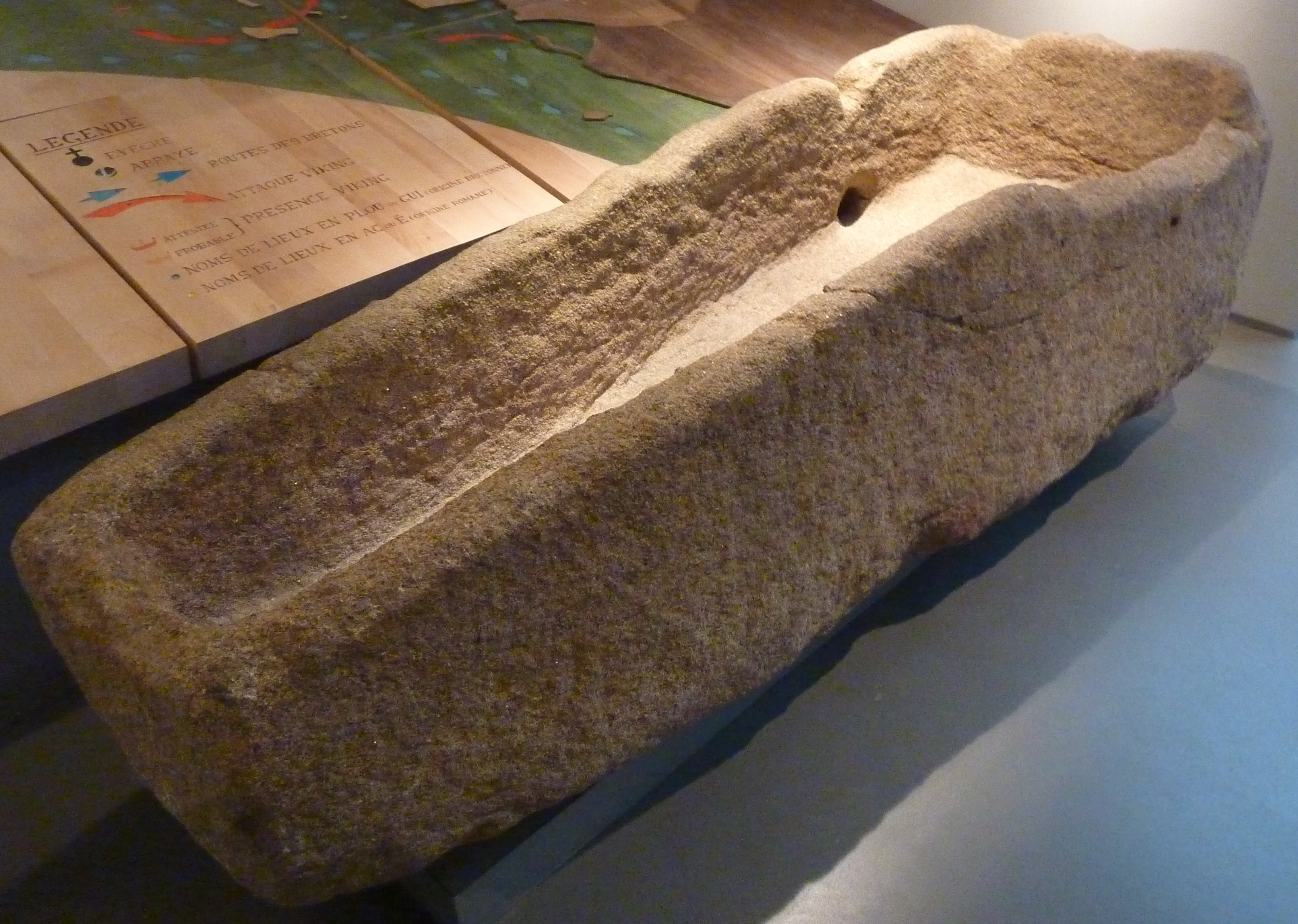
Sarcophage mérovingien (« auge de pierre ») dit de saint Budoc, trouvé à Dol-de-Bretagne (Musée de Bretagne, Rennes).

Dol-de-Bretagne devient au VIe siècle l'un des premiers évêchés de Bretagne. Samson de Dol, premier évêque de la ville, est l'un des sept saints fondateurs de Bretagne (mort à Dol vers 565). Il fonde l'abbaye de Dol et il est le patron du diocèse. À l'époque carolingienne, la ville, devenu chef-lieu, est une étape du pèlerinage médiéval des sept saints de Bretagne continentale appelé Tro Breiz (Tour de Bretagne).
En 848, Dol-de-Bretagne est érigé par Nominoë en archevêché (breton, non reconnu par Rome) et métropole, concurrent direct de Tours. Le souverain des Bretons, Nominoë, est sacré à Dol en 848.
La ville est pillée par les Vikings au IXe siècle. En 936, à la suite du refus de Dudon, un vassal breton de la Manche, de rendre hommage au suzerain de Guillaume Ier de Normandie, le roi des Francs Raoul, Guillaume pénètre en Bretagne jusqu'au fleuve du Couesnon, frontière avec la Bretagne[réf. nécessaire]. Alors qu'il regagnait Rouen, les Bretons, après l'avoir suivi, sur ses arrières ravagèrent le Bessin entraînant la même année la riposte de Guillaume qui pénétra en Bretagne jusqu'à Saint-Brieuc et s'installa sur ces terres, obligeant le comte de Dol et de Rennes à lui faire hommage.
Cependant, les Normands sont délogés la même année lorsqu'Alain Barbetorte, un chef breton, fils de Mathuedoï de Poher, comte de Poher, réfugié avec son père en Angleterre auprès du roi Adelstan, qui fournit des vaisseaux pour une expédition punitive, débarque avec ses frères à Dol, bat les Normands avant d'être élu duc des Bretons en 937. La menace viking continue néanmoins à peser sur la ville tandis que des Vikings de l'actuelle Normandie, les Normands, menacent également la ville et la prennent en 944. En 996, c'est un roi viking qui s'en empare, Olaf Lagman, un Norvégien qui règne sur les Hébrides et sur une partie de l'Irlande : Dol est une nouvelle fois pillée, saccagée et incendiée. En 1014, Olaf Haraldsson, futur roi de Norvège, débarque à la demande de Richard l'Irascible, duc de Normandie, pour combattre d'autres bandes vikings païennes retranchées dans Dol. Il a été baptisé à Rouen, peu avant ou peu après, par le propre frère du duc de Normandie, Robert le Danois.
La saga de ce roi viking, le Heimskringla, raconte ses exploits dans l'épisode de Dol :

« La troisième année, le roi Ethelred mourut et ses fils Edmund et Edward prirent le pouvoir. Alors le roi Olaf tira au sud par la mer, combattit dans le Hringsfjörðr (nom norrois de la baie du mont Saint-Michel) et prit à Hollar (Dol) un fjord que les Vikings occupaient. Il brûla le fjord. Ainsi dit Sigvat le scalde. Dans le beau Hringsfjörðr le nombre de dix fut atteint par les batailles, l'armée s'y rendit à la voile comme le héros l'ordonna. La haute citadelle de Hol, où se tenaient les Vikings, il la força ; ils ne souhaitèrent pas recommencer un pareil combat à l'arme de jet. »

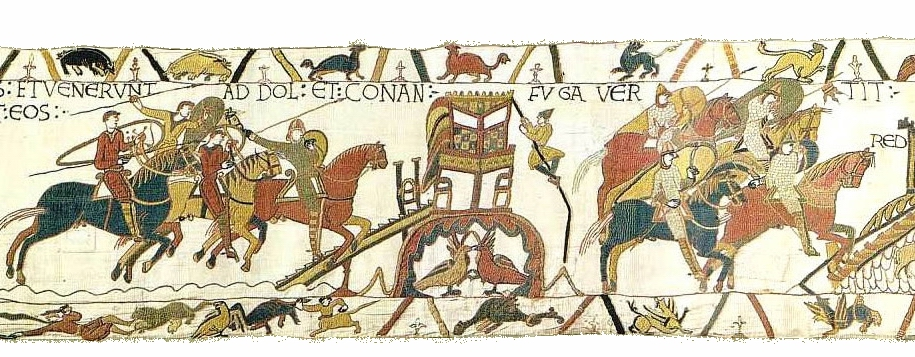
Scène 18 de la tapisserie de Bayeux. Et ils arrivèrent à Dol et Conan s'enfuit à Rennes.

Après que le nouveau duc de Bretagne, Alain III, succédant à son père, ait refusé l'hommage féodal au duc de Normandie, Robert le Magnifique, ce dernier ravage alors la place de Dol et toute la région.
En 1064, Guillaume de Normandie mène une expédition contre la Bretagne à laquelle participe activement Harold Godwinson, qui sera ensuite son adversaire à la bataille d'Hastings. La tapisserie de Bayeux, scène 18 à 20, relate les prises successives des forteresses de Dol-de-Bretagne, Rennes (où Conan II de Bretagne s'est réfugié après avoir fui Dol-de-Bretagne) et Dinan (où Conan rend les clefs de la ville au bout d'une lance). En 1076, Guillaume lance une nouvelle campagne militaire en Bretagne et investit Dol, dont le siège est levé par l'ost conduit par le roi des Francs Philippe Ier.
En 1167, Yseult de Dol héritière du vaste domaine des seigneurs de Dol et Combourg, épouse le Normand Hasculf de Subligny, arrière-arrière-petit-fils de Hugues d'Avranches. Hasculf fait ainsi tomber la ville de Dol entre les mains de l'une des plus anciennes familles de l'Avranchin. Ces seigneurs normands seront très actifs notamment dans la mise en valeur du marais de Dol et, surtout, ils seront les premiers artisans d'une poldérisation précoce de la baie du mont Saint-Michel à l'ouest du Couesnon, dès la fin du XIIe siècle.
La ville, dépendant du duché de Bretagne, fut prise et reprise lors de l'affrontement qui opposa Raoul II de Fougères, époux de Jeanne, fille ainée de Jean de Dol, qui dès 1173 avait mis la place en défense, ne voulant pas reconnaitre comme duc de Bretagne Geoffroy, fils d'Henri II. Les troupes royales, le ban et l'arrière-ban du Cotentin, ainsi que le connétable Richard Ier du Hommet, renforcées par les Bretons de Conan, comte de Richemont, allié du roi s'emparèrent de la place qui sera reprise par Raoul de Fougères et, en 1173, à nouveau par Henri II.
La cathédrale de Dol reconstruite au début du XIIIe siècle est un bel exemple d'architecture anglo-normande et un témoignage relativement rare de l'architecture du XIIIe siècle en Bretagne. Avec son chevet plat, notamment, la cathédrale de Dol présente un plan qui se rapproche de plusieurs édifices anglais contemporains.
Au Moyen Âge, en l'absence d'égouts, des rues étaient destinées à l'évacuation des déchets et eaux usées à l'air libre, les natais. Leurs flux se mêlaient à ceux des ruisseaux et rivières aussi appelés « merderons ».
À la fin de la guerre de Cent Ans, la bourgade est très appauvrie : en 1437, un tiers de la population se retrouve sans logis, à la suite d'un incendie provoqué par les Anglais.

### Temps modernes
L'abbaye Notre-Dame du Tronchet possédait des biens dans la paroisse Notre-Dame de Dol. Dol participe à la révolte du papier timbré survenue en 1675.
La paroisse de Dol faisait partie du doyenné de Dol relevant de l'évêché de Dol et était sous le vocable de Saint-Samson puis de Notre-Dame. En 1772, la paroisse de Dol absorbe la paroisse du Crucifix.

### Révolution française

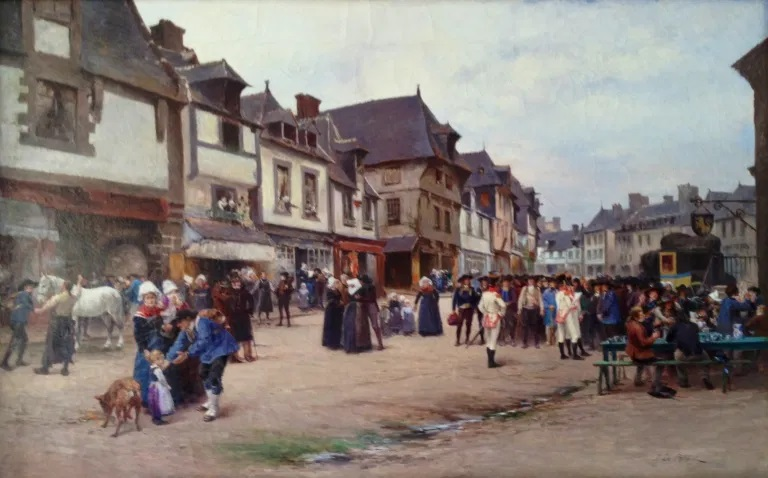
Vue de Dol-de-Bretagne, huile sur toile de Julien Le Blant, XIXe siècle.

Dol est chef-lieu du district de Dol de 1790 à 1795.
L'organisation des fêtes révolutionnaires témoigne de l'accueil favorable de la population de Dol aux changements apportés par la Révolution française, surtout après la fin de la Terreur :
- l'anniversaire de l'exécution de Louis XVI, accompagnée d'un serment de haine à la royauté et à l'anarchie, est fêté (à partir de 1795)[40] ;
- l'anniversaire de la fondation de la Première République, le 21 septembre[41] ;
- la fête du 26 messidor (14 juillet) à partir de 1794[42] ;
- les autres fêtes républicaines sont peu suivies, notamment à cause du manque de succès du calendrier républicain, qui fait que les fêtes d'Ancien Régime et les nouvelles ne coïncident pas[43]. On peut néanmoins citer les fêtes de la Jeunesse[44], de la Reconnaissance[45], de l'Agriculture.

La cathédrale, siège de l'évêché de Dol supprimé en 1790, est vendue comme bien national à un bourgeois qui la transforme en écuries.
La commune de Dol est fondée en 1790. Elle absorbe rapidement la commune éphémère de L'Abbaye, puis le 8 floréal an II (27 avril 1794), celle de Carfantain.
Du 20 au 22 novembre 1793, Dol et ses environs sont le théâtre d'une sanglante bataille entre les Vendéens et l'armée du général Rossignol. Les Vendéens sont restés maîtres du terrain.

### XIXesiècle[46]

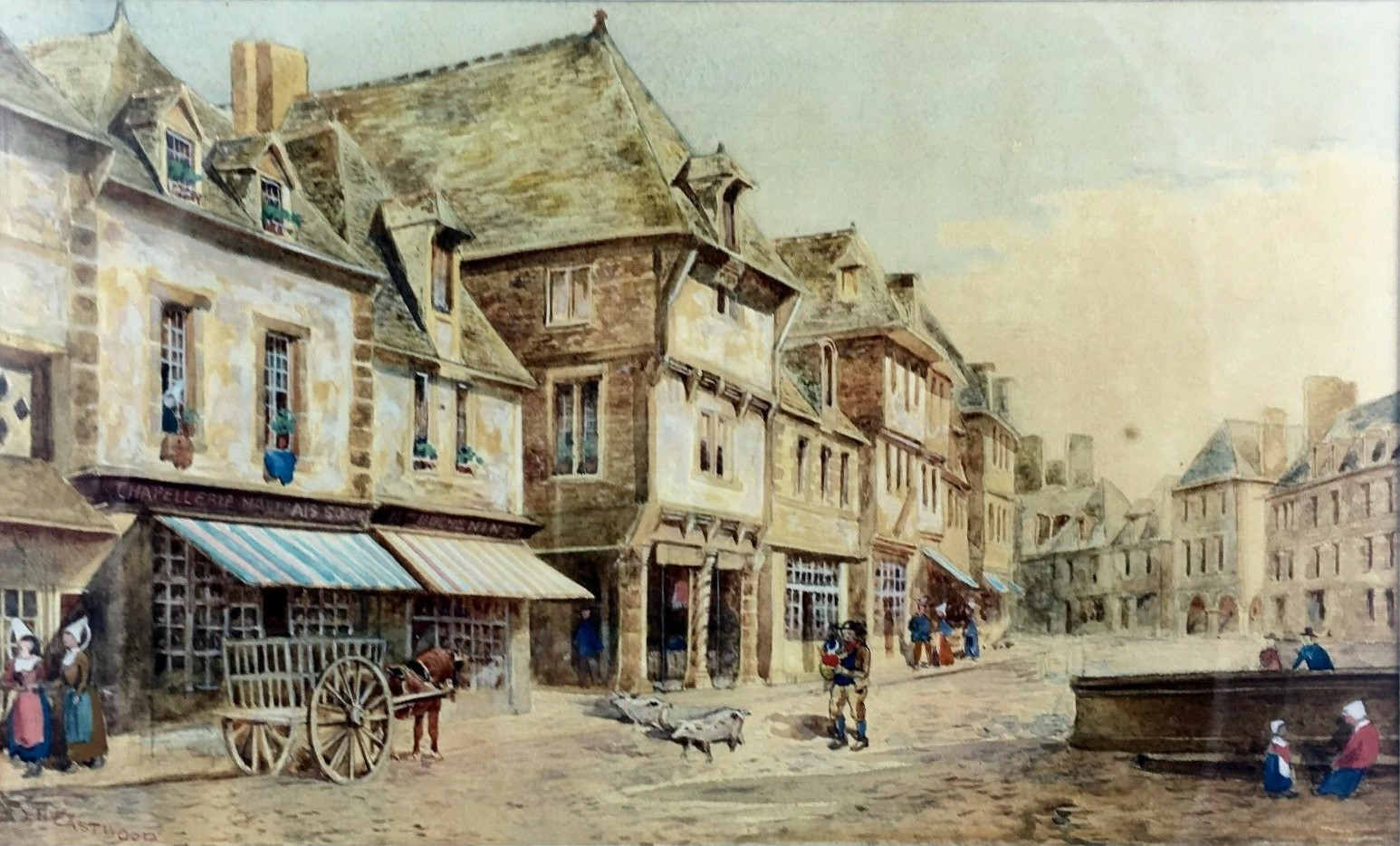
Vue de Dol-de-Bretagne, aquarelle de J.H. Eastwood, entre 1889 et 1908.

1802 : formation de la compagnie de sapeurs pompiers de la ville.
1818 : aménagement de l’église Notre-Dame en halle (place chateaubriand)
1830 : début des grands travaux de restauration de la cathédrale (jusqu’en 1848).
1836 : voyage de Victor Hugo et Juliette Drouet (l’année suivante c’est au tour de Stendhal de visiter Dol).
1850 : démontage de la fontaine Thoreau et installation du grand bassin rond.
1854 : création d’un bureau de bienfaisance (organisme municipal caritatif).
1856 : début des travaux de construction de l’hôtel de ville (jusqu’en 1870).
1864 : arrivée de la ligne de chemin de fer reliant Rennes à Saint-Malo. gare ferroviaire.
1876 : mise en place d’un nouvel éclairage public à l’huile de pétrole raffinée.
1879 : construction de la halle (Lemoine / Martenot) place Chateaubriand après démolition de l’église Notre-Dame et de son cimetière.
1887 : construction de l’établissement scolaire E.P.S. après démolition du palais épiscopal servant de collège.
1894 : translation de (nouvelles) reliques de saint Samson et saint Magloire à la cathédrale.

### XXesiècle

#### Première Guerre mondiale
Le 2 août 1914, la cloche de la cathédrale sonne à un rythme inhabituel, désignant l'entrée en guerre.
Le monument aux morts de Dol-de-Bretagne porte les noms de 153 soldats morts pour la France pendant la Première Guerre mondiale.

#### Entre-deux-guerres
En 1924, Dol prend le nom de Dol-de-Bretagne.

#### Seconde Guerre mondiale
Le monument aux morts de Dol-de-Bretagne porte les noms de dix-huit personnes mortes pour la France pendant la Seconde Guerre mondiale. Un autre monument, situé square des Déportés, porte les noms de dix résistants morts en déportation, dont Francis Charpentier (mort le 14 mai 1945 à Bergen-Belsen), Louis Guelet (mort en janvier 1945 à Ellrich), Alphonse Leparoux (mort le 17 avril 1944 à Mauthausen).
Fernand Derrien, né le 19 mai 1925 à Dol-de-Bretagne, lieutenant FTPF dans le maquis de Vieux-Vy-sur-Couesnon est tué lors d'un combat le 23 juillet 1944 à La Selle-en-Coglès.
Le mercredi 2 août 1944, Un groupe de marins de l'US Navy venant du port de Cherbourg tombe dans une embuscade sur la route qui relie Baguer-Pican à Dol. Les marins résistent pendant trois heures à la pression allemande. Un avion de reconnaissance américain L4 est abattu alors qu'il survole le champ de bataille, l'un des deux occupants est tué, l'autre capturé est transféré  à Jersey. Finalement, ils seront secourus par des éléments de la 6e division blindée après que deux des marins ait pu rejoindre et alerter le poste de commandement de cette division sité près de Pontorson.
Le jeudi 3 août 1944, n'ayant pas connaissance des évènements de la veille, une nouvelle unité se présente par la même route à l'est de Dol-de-Bretagne. Il s'agit de la Task Force A, une unité de circonstance composée de plusieurs unités distincts. Le 15e groupe de cavalerie est en tête de la colonne, et arrive à 07h10 au lieu-dit Les Rolandières.La tête de colonne se retrouve sous un feu intense et une section est mise hors de combat, 3 hommes seulement de cette section sur une trentaine en ressortiront sain et sauf. Le commandant du 15e groupe de cavalerie est capturé avec d'autres soldats. Plusieurs ont été tués et d'autres faits prisonniers, ils seront également transféré à Jersey quelques jours plus tard.
Finalement, le vendredi 4 août 1944, après quelques échanges de tirs avec des allemands isolés, Dol-de-Bretagne est libérée par le 330e régiment d'infanterie US, de la 83e division d'infanterie. Les allemands s'étaient retiré pendant la nuit vers la forteresse de Saint-Malo.
Les embuscades des 2 et 3 août 1944 ont coûtés la vie à 17 américains et à un nombre inconnu d'allemands. Un mémorial situé au lieu-dit Les Rolandières, rappelle les noms des victimes américaines.

#### L'après-guerre
Six soldats originaires de Dol-de-Bretagne sont morts pendant la guerre d'Indochine et deux pendant la guerre d'Algérie.

## Politique et administration

### Liste non exhaustive des sénéchaux
- c. 1145 : Jourdain ou Jordan.

### Liste des maires

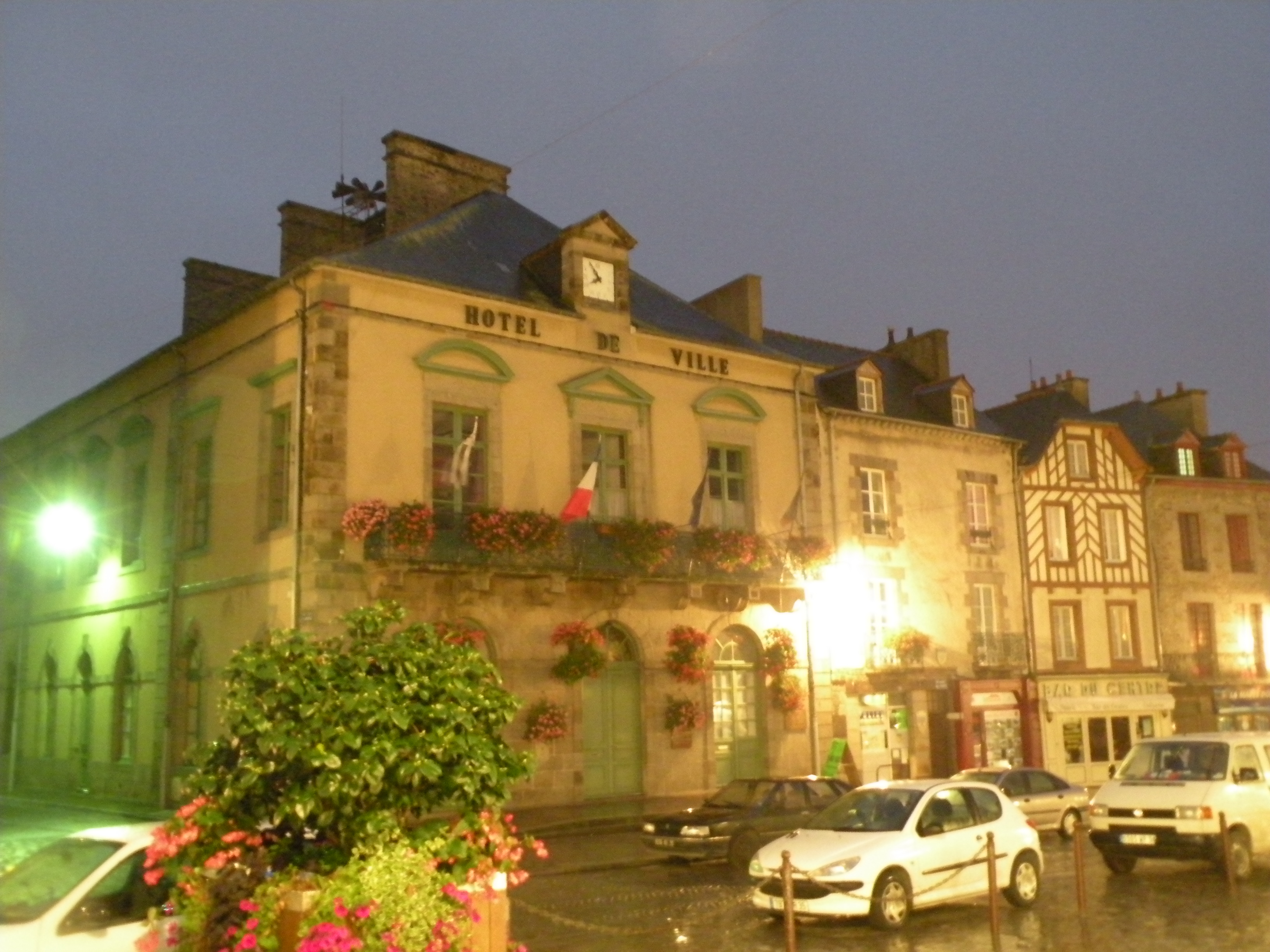
La mairie de Dol-de-Bretagne.

Depuis la Libération, six maires se sont succédé à la tête de la commune.
| Période         | Période                  | Identité         | Étiquette    | Qualité |
| --------------- | ------------------------ | ---------------- | ------------ | --- |
| 10 août 1944    | 21 mars 1946             | Victor Compagnon |              | |
| 21 mars 1946    | 22 mars 1959             | François Roptin  | Rad.soc.     | Capitaine au long cours Chevalier de la Légion d'honneur et du Mérite maritime |
| 22 mars 1959    | 28 mars 1971             | Yves Estève      | UNR puis UDR | Notaire Sénateur d'Ille-et-Vilaine (1948 → 1980) Conseiller général du canton de Dol-de-Bretagne (1945 → 1976)                                                                                             |
| 28 mars 1971    | 19 décembre 1987 (décès) | Jean Hamelin     | UDR puis RPR | Directeur d'usine chimique Député de la 6e circonscription d'Ille-et-Vilaine (1965 → 1973 puis 1975 → 1986) Conseiller général du canton de Dol-de-Bretagne (1976 → 1987)                                  |
| 10 janvier 1988 | 15 mars 2008             | Michel Esneu     | RPR puis UMP | Professeur, directeur d'école d'agriculture Sénateur d'Ille-et-Vilaine (1998 → 2008) Conseiller général du canton de Dol-de-Bretagne (1988 → 2001) Président de la CC du Pays de Dol-de-Bretagne [Quand ?] |
| 15 mars 2008    | En cours                 | Denis Rapinel    | UDI          | Conseiller de gestion Président de la CC du Pays de Dol et de la Baie du Mont-Saint-Michel (2017 →) |

### Jumelages
- Reichelsheim (Allemagne) depuis 1994.
- Cambados (Espagne) depuis 1996[54].

## Population et société

### Démographie
L'évolution du nombre d'habitants est connue à travers les recensements de la population effectués dans la commune depuis 1793. Pour les communes de moins de 10 000 habitants, une enquête de recensement portant sur toute la population est réalisée tous les cinq ans, les populations de référence des années intermédiaires étant quant à elles estimées par interpolation ou extrapolation. Pour la commune, le premier recensement exhaustif entrant dans le cadre du nouveau dispositif a été réalisé en 2005.
En 2022, la commune comptait 5 786 habitants, en évolution de +2,39 % par rapport à 2016 (Ille-et-Vilaine : +5,46 %, France hors Mayotte : +2,11 %).
| 1793  | 1800  | 1806  | 1821  | 1831  | 1836  | 1841  | 1846  | 1851  |
| ----- | ----- | ----- | ----- | ----- | ----- | ----- | ----- | ----- |
| 3 254 | 2 787 | 3 654 | 3 897 | 3 939 | 3 990 | 4 018 | 4 137 | 4 181 |

| 1856  | 1861  | 1866  | 1872  | 1876  | 1881  | 1886  | 1891  | 1896  |
| ----- | ----- | ----- | ----- | ----- | ----- | ----- | ----- | ----- |
| 4 353 | 4 191 | 4 230 | 4 251 | 4 443 | 4 443 | 4 524 | 4 814 | 4 762 |

| 1901  | 1906  | 1911  | 1921  | 1926  | 1931  | 1936  | 1946  | 1954  |
| ----- | ----- | ----- | ----- | ----- | ----- | ----- | ----- | ----- |
| 4 708 | 4 588 | 4 804 | 4 563 | 4 527 | 4 473 | 4 596 | 4 861 | 4 773 |

| 1962  | 1968  | 1975  | 1982  | 1990  | 1999  | 2005  | 2006  | 2010  |
| ----- | ----- | ----- | ----- | ----- | ----- | ----- | ----- | ----- |
| 4 511 | 4 497 | 4 624 | 4 660 | 4 629 | 4 563 | 4 774 | 4 760 | 5 335 |

| 2015  | 2020  | 2022  | - | - | - | - | - | - |
| ----- | ----- | ----- | - | - | - | - | - | - |
| 5 646 | 5 761 | 5 786 | - | - | - | - | - | - |

### Enseignement
La ville possède un large choix d'écoles maternelles et élémentaires, de collèges et de lycées d'enseignement général, professionnel et agricole .

#### Maternelles et primaires
- École maternelle  et élémentaire publique Louise Michel[59]
- École maternelle et élémentaire privée Notre Dame[60]

#### Collèges
- Collège public Paul Féval[61]
- Collège privé Saint-Magloire[62], labellisé « établissement ouvert à l'international[63] ».

#### Lycées
- Lycée privé Les Vergers : Établissement tourné vers les formations agricoles et para agricoles, les services à la personne en milieu rural, vente et accueil[64]
- Lycée privé Saint-Magloire[65], labellisé « établissement ouvert à l'international »[66].
- Lycée professionnel Alphonse Pellé : Esthétique Cosmétique Parfumerie, Métiers de la coiffure, Technicien Menuisier Agenceur, Électricien, Charpentier Bois, Menuisier Fabricant, et Cadets de la République en partenariat avec l'École Nationale de Police de Saint-Malo[67]

### Associations sportives
- Course à pied : Courir à Dol[68]
- Football : Entente Samsonnaise Doloise[69]
- Golf : Golf des ormes[70]
- Gymnastique : Gym Volontaire de Dol[71]
- Judo, Ju-jitsu, Taïso : Judo Club Dolois[72]
- Karaté : Les petits Dragons
- Kung Fu : Kung Fu Wing Chun art martial self defense
- Moto : Moto Club Dolois
- Randonnée : Randol[73]
- Tai-chi-chuan : Association Bretonne de Tai Chi Chuan - ABTCC
- Tennis : Tennis club[74]

## Économie
Dol-de-Bretagne vit de l'agriculture, du commerce et du tourisme. L'arrivée du TGV depuis quelques années a contribué à l'essor de la commune, qui se traduit par une hausse de la population,.

## Culture locale et patrimoine

### Lieux et monuments

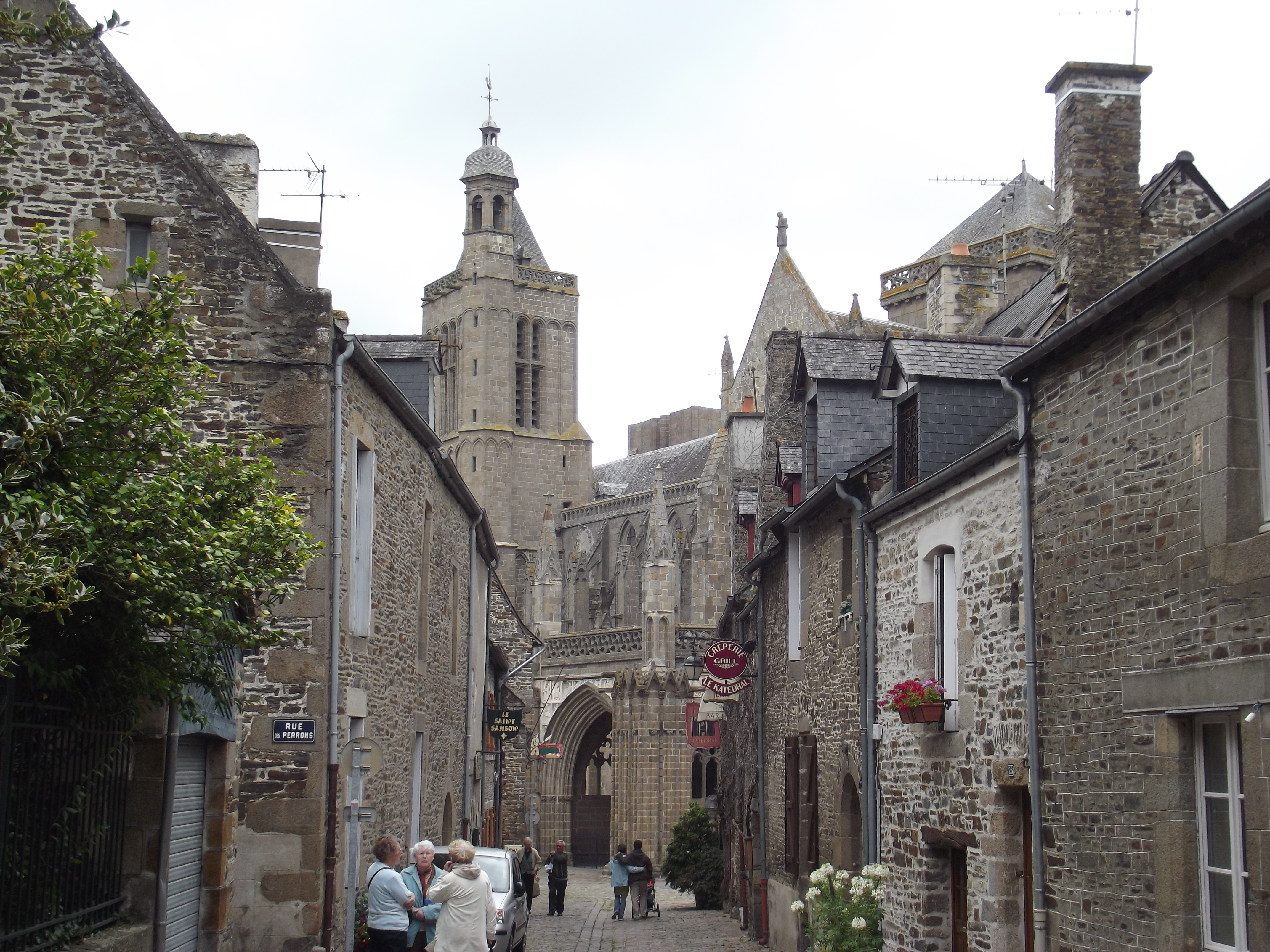
La cathédrale et la rue Ceinte.

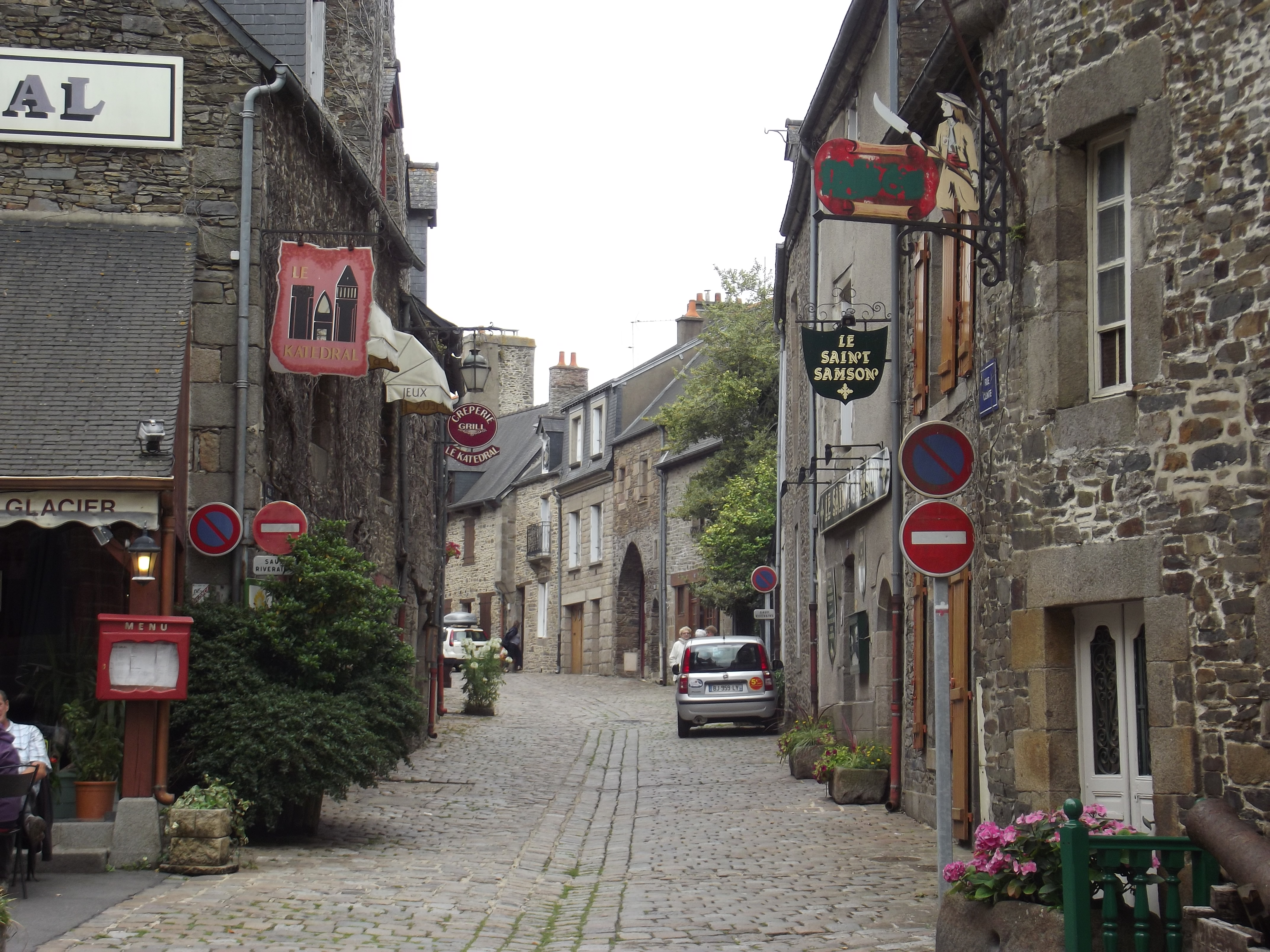
La rue Ceinte.

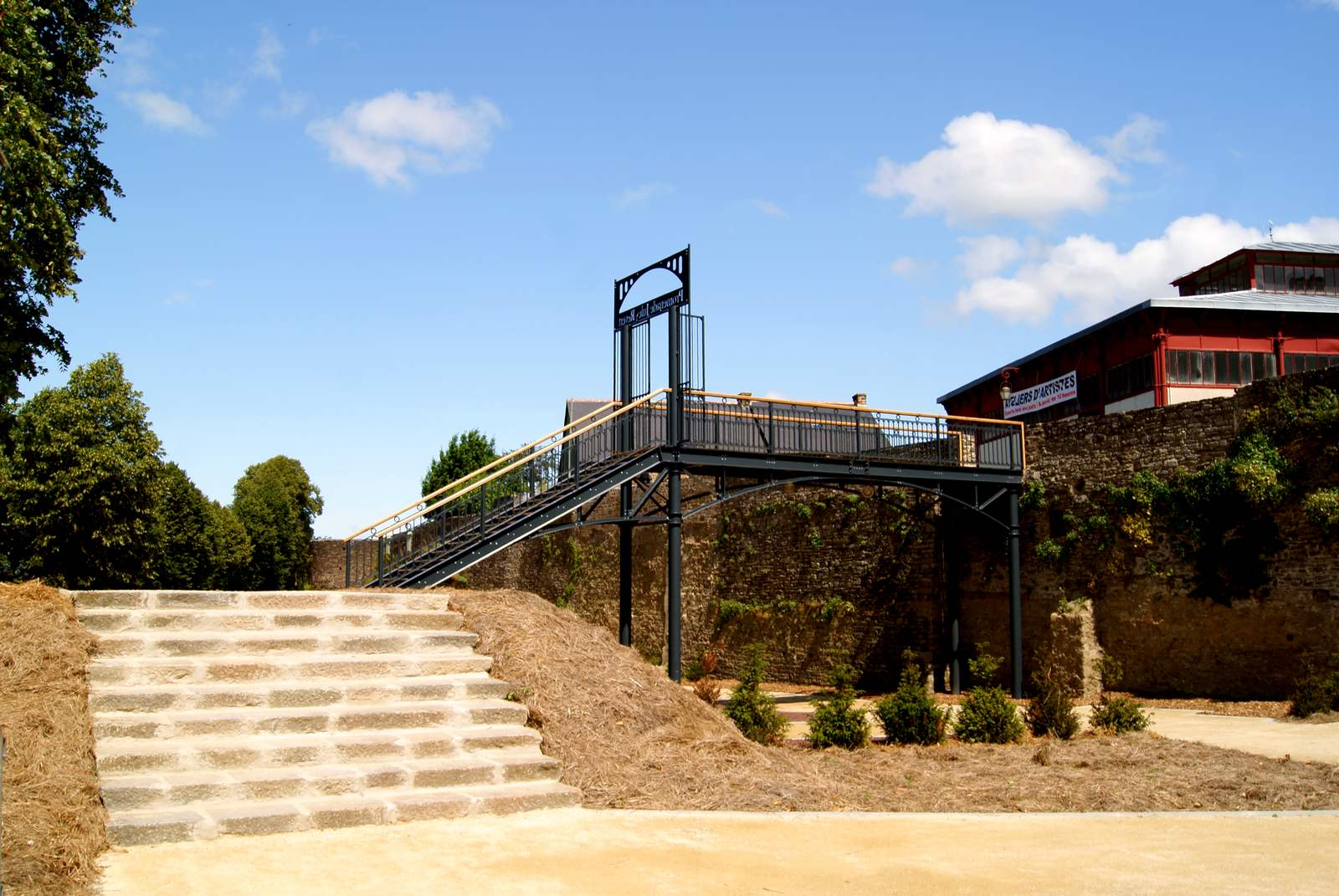
La promenade Jules-Revert.

#### Monuments historiques
La commune compte sept monuments historiques et 426 bâtiments inventoriés :
- la cathédrale Saint-Samson, bâtiment principal de granite des XIIe et XIIIe siècles, grand porche du XIVe siècle, petit porche du XIIIe siècle, vitrail restauré avec médaillons du XIIIe siècle situé dans le chœur. On y trouve la tombe de Thomas James du XVIe siècle, ou les reliques de saint Samson et de saint Magloire. Elle fait partie des 1 034 premiers monuments historiques classés en 1840[78] ;
- le menhir de Champ-Dolent (9,30 m). Il a été classé par liste de 1889[79] ;
- la maison de La Guillotière, construite au XVe siècle, inscrite par arrêté du 5 août 1930[80] ;
- le manoir des Beauvais, manoir rural des XIVe et XVe siècles, inscrit par arrêté du 4 février 1963[81] ;
- la maison de la Croix verte, avec des colombages du XVIe siècle, dont la cave voûtée du XIIIe siècle est appelée cave de l'Enfer, inscrite par arrêté du 27 avril 1972[82] ;
- la maison des Petits Palets, ou des Plaids, édifiée au XIIe siècle et remaniée au XVIIe siècle, inscrite par arrêté du 18 mars 1980[83] ;
- le manoir de la Belle-Noë, construit au début du XVIIIe siècle, inscrit par arrêté du 6 janvier 2006[84].

#### Fortifications
Mentionnées au XIe siècle, c'est en 1371 que deux enceintes sont attestées: à l'ouest (château et cathédrale), et à l'est pour protéger la paroisse Notre-Dame et le bourg Sainte-Marie. Pour Paul Banéat, la construction aurait été l'objet d'un conflit, car ordonnée par l'évêque Jean des Pas, sans l'autorisation des ducs de Bretagne. André Mussat indique que l'enceinte de Dol-de-Bretagne est reconstruite au XVe siècle suite à des dégâts et présente un plan moderne pour l'époque. Le roi ordonne la destruction des fortifications en 1601, un projet qui ne sera jamais réalisé. Les première fortes destruction de la muraille en ruine ont lieu en 1785 avec la vente des pierres des deux portes (Saint-Michel et Notre-Dame). Pour François Duine, la ville n'est alors plus qu'un bourg.
Il reste plusieurs traces de ces fortifications : 
- au sud (les tours de la Prison et des Bourgeois),
- au nord (la grande tour des Carmes, début 15e siècle, et la tour de la Motte, fin 14e siècle), présentées avec le reste de rampart au sein de la promenade des Douves, parc public aussi appelé promenade Jules-Revert duquel on a un panorama sur le Mont-Dol et sur les marais.

L'ancienne ville close est composé de deux quartiers :
- le quartier dit de la Cité, ancienne ville épiscopale[86] situé autour de la cathédrale, où logeaient les personnels travaillant pour la cathédrale. Il est composé des rue des Écoles (anciennement rue de la Trésorerie), de la rue des Perrons (anciennement rue des Chantres) et le long de la partie nord de la rue Ceinte[87] ;
- le bourg Sainte-Marie, quartier marchand, situé le long de la Grand-rue et jusqu'au nord du boulevard Deminiac[88].

#### Rues notables
La Grande Rue des Stuarts, anciennement Grand-rue, est l'axe marchand de la ville médiévale, au pied du quartier de la Cité. Ell est remodelée au XIXe siècle, avec une reconstruction des maisons au nord de l'axe, au pied de l'ancien château. Le nom « rue des Stuarts » a été ajouté en 1967 pour rappeler la naissance doloise d'un des sénéchaux à l'origine de la maison Stuart. On y trouve notamment la Maison de La Guillotière et la maison des Petits Palets.
La rue Lejamptel (ancienne « rue étroite ») prolonge la Grande-Rue des Stuarts, et complète l'axe marchand. Elle est également remodelée au XIXe siècle pour faciliter la jonction avec la place Chateaubriand. On y trouve la maison de la Grisardière.
La rue Ceinte relie la cathédrale Saint-Samson à la rue Lejamptel.

#### Autres édifices religieux

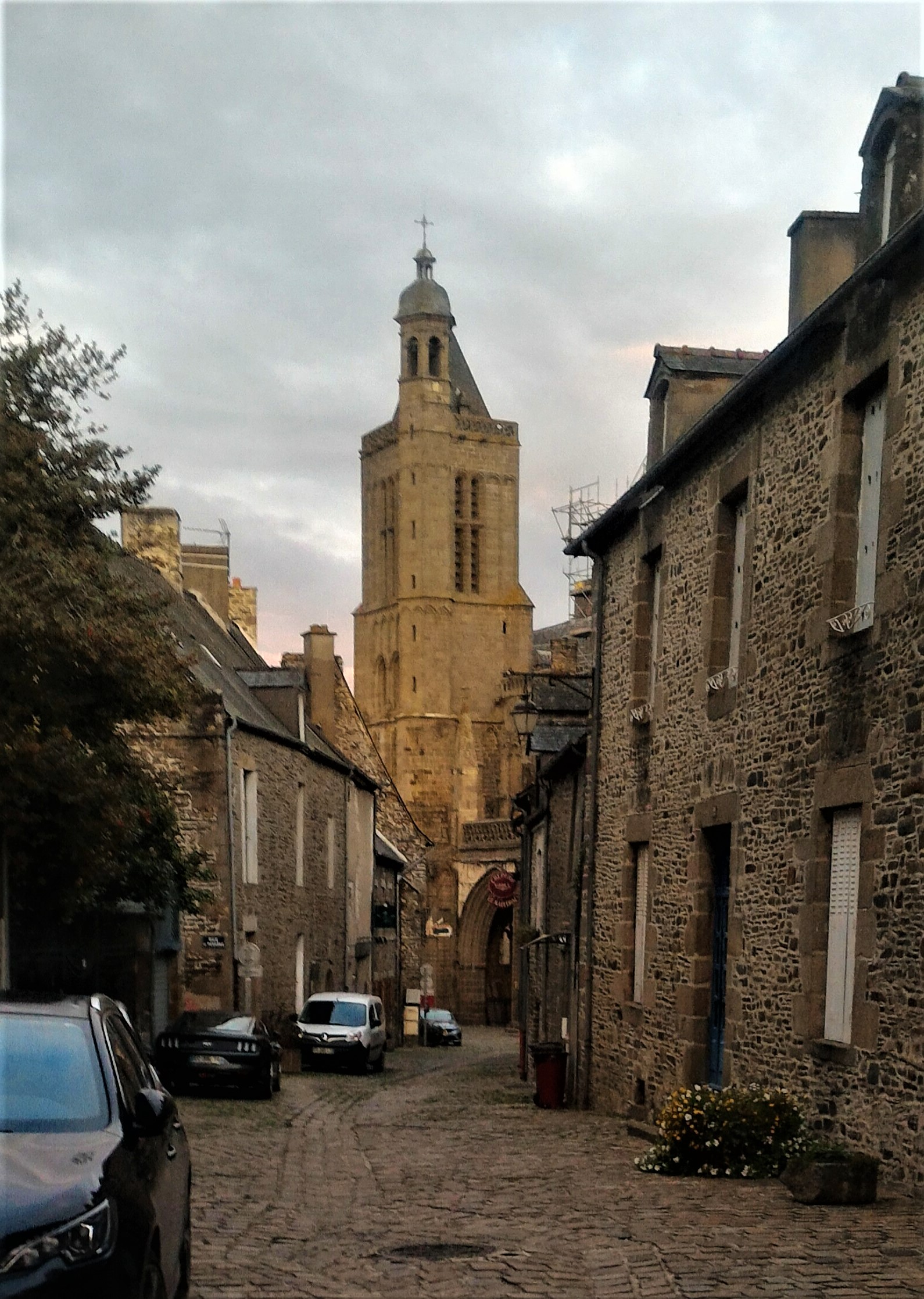
Le quartier de la Cité.

- Église de l'abbaye, actuelle chapelle de l'hospice.
- Église Notre-Dame-de-l'Assomption de Carfantin.
- Église protestante évangélique du Bon Berger.
- Salle du royaume des témoins de Jéhovah.

#### Autres édifices
- Le Cathédraloscope, musée sur la construction des cathédrales.
- Halles place Châteaubriand[91]
- La gare de Dol-de-Bretagne et son quartier, à la résidentiel (avec de petits immeubles) et industriel[92]

### Personnalités liées à la commune
- Saint Samson de Dol, mort à Dol vers 565. Il fonde l'abbaye de la ville et il est enterré dans la cathédrale Saint-Samson de Dol-de-Bretagne. Il est nommé saint patron du diocèse quand la ville devint son chef-lieu à l'époque carolingienne.
- Baudri de Bourgueil, évêque de Dol-de-Bretagne (1107-1130), né à Meung-sur-Loire en 1046, abbé de Bourgueil en 1089. Il est l'auteur en latin d'une Histoire des Croisades, en prose et de la Conquête de l'Angleterre, en vers.
- Thomas James, évêque de Dol-de-Bretagne (1482-1504), tombeau dans la cathédrale de Dol-de-Bretagne, chef-d'œuvre de la Renaissance des frères florentins Betti.
- Vénérable Jean de Saint-Samson (1571-1636), carme, grand mystique, participe à la réforme du Carmel. Il est enterré dans la cathédrale Saint-Samson de Dol-de-Bretagne[93].
- Charles Bonaventure Marie Toullier (1752-1835), jurisconsulte, y est né.
- François-René de Chateaubriand (1768-1848), auteur, a été pensionnaire à Dol-de-Bretagne lors de ses études dans ce qui était l'ancienne école Notre-Dame.
- Victor Hugo (1802-1885) : y a séjourné à plusieurs reprises avec sa maîtresse de l'époque Juliette Drouet. Une statue représentant Victor Hugo est visible dans la rue principale de Dol-de-Bretagne.
- Jean-Baptiste Henri Durand-Brager (1814-1879), peintre et graveur, y est né.
- Louis-Alexandre Cabié (1854-1939), peintre français, y est né.
- François Duine, né à Dol en 1870, érudit, historien des premiers siècles de la Bretagne, hagiologue, folkloriste… il passa son enfance à Dol-de-Bretagne et resta attaché à son pays, se qualifiant volontiers de clericus dolensis.
- Louis Maufrais (nė à Dol en 1889), médecin de guerre sur les lignes du front de la Grande Guerre et écrivain.
- Renée Prévert (Dol-de-Bretagne 1912 - Rennes 1988), première députée du département (1945-1951).
- Louis Roger (1928-2018), né à Dol-de-Bretagne, artiste peintre, architecte, décorateur graveur, illustrateur.
- Louis Rubaud (1917-1990), né à Dol-de-Bretagne, maître fusilier marin, compagnon de la Libération.
- Michel Esneu (né en 1943), ancien maire de Dol-de-Bretagne, sénateur de 1998 à 2008.
- Daniel Hamelin (1943-2001), journaliste et producteur radio, fils d'un maire de Dol-de-Bretagne[réf. souhaitée], y est né.

### Héraldique
| Blason | Blasonnement : D'or à trois losanges d'azur chargés chacun d'une billette d'argent surchargée d'une moucheture d'hermine de sable, au chef d'azur à trois fleurs de lys d'or. L'ancien blason de la ville ne présentait que des mouchetures d'hermine. |